# Hannah Bergstedt
Hannah Cecilia Bergstedt, född 28 februari 1977 i Piteå, är en svensk politiker (socialdemokrat). Hon var ordinarie riksdagsledamot från Norrbottens läns valkrets 2010–2018, och var tjänstgörande ersättare 2007–2008, 2008–2009, 2019 och 2021. Sedan den 30 november 2021 är Bergstedt statsrådsersättare för civilminister Ida Karkiainen. Hon har varit ledamot i civilutskottet och suppleant i justitieutskottet, utrikesutskottet, socialförsäkringsutskottet, miljö- och jordbruksutskottet samt trafikutskottet.
Hannah Bergstedt hade plats 2 på Socialdemokraternas valsedel inför valet 2014 och fick därför Socialdemokraternas andra mandat i Norrbottens läns valkrets. Hon fick dessutom 2 174 personröster, näst högst bland Socialdemokraterna i valkretsen.